# Zotolín
Zotolín är en ort i Mexiko.   Den ligger i kommunen Caltepec och delstaten Puebla, i den sydöstra delen av landet, 220 km sydost om huvudstaden Mexico City. Zotolín ligger 2 109 meter över havet och antalet invånare är 116.
Terrängen runt Zotolín är kuperad. Runt Zotolín är det mycket glesbefolkat, med 5 invånare per kvadratkilometer. Närmaste större samhälle är Zaragoza, 13,4 km nordost om Zotolín. I omgivningarna runt Zotolín växer huvudsakligen savannskog.